# Letiště Cabinda
Letiště Cabinda (portugalsky Aeroporto de Cabinda; IATA: CAB, ICAO: FNCA) je letiště u města Cabinda v angolské provincii Cabinda.

## Vybavení
Letiště se nachází ve výšce 200 metrů nad hladinou oceánu. Má jednu vyasfaltovanou přistávací dráhu 01/19 o délce 2500 metrů a šířce 30 metrů.

## Společnosti a destinace
Na letiště létají stabilně dvě společnosti. TAAG Angola Airlines a SonAir. Obě tyto společnosti létají do stejných destinací a to do Luandy a Soya.